# 黑河专区
黑河专区，中华人民共和国黑龙江省已撤销的专区，在今黑龙江省北部。
1949年置，专员公署驻瑷珲县（今黑河市爱辉区）。辖瑷珲、孙吴、逊克、呼玛4县。
1952年，原属松江省的佛山县划入黑河专区。1955年，佛山县改名嘉荫县。1956年，瑷珲县更名爱辉县。
1960年，原属嫩江专区的北安县划入黑河专区，并改设北安市。专区辖1市、5县。
1963年，撤销北安市，复设北安、德都2县。专区辖7县。
1967年，撤销黑河专区，改置黑河地区。 